# Луций Корнелий Мерула
Вижте пояснителната страница за други личности с името Луций Корнелий Мерула.
Луций Корнелий Мерула (на латински: Lucius Cornelius Merula; † 87 пр.н.е.) e политик на късната Римска република.
Той е Фламин. През 90 пр.н.е. е претор, а през 87 пр.н.е. е избран за суфектконсул заедно с Гней Октавий на мястото на избягалия от Рим Луций Корнелий Цина, който е друг клон на фамилията му Корнелии.
Когато Цина с помощта на Гай Марий се връща обратно, той напуска консулската си служба и тази на Фламин и се самоубива.